# Lijst van burgemeesters van De Friese Meren
Dit is een lijst van burgemeesters van de Nederlandse gemeente De Friese Meren in de provincie Friesland.
Deze gemeente ontstond op 1 januari 2014 door het samengaan van de gemeenten Gaasterland-Sloten, Lemsterland en Scharsterland.
| Ambtsperiode               | Naam burgemeester     | Partij of stroming | Bijzonderheden |
| -------------------------- | --------------------- | ------------------ | -------------- |
| 2014 - 26 nov. 2015        | A. (Arie) Aalberts    | CDA                | waarnemend     |
| 1 dec. 2015 - 10 okt. 2024 | F. (Fred) Veenstra    | CDA                | [ 2 ] [ 3 ]    |
| 4 nov. 2024 - heden        | N.L. (Klaas) Agricola | CDA                | waarnemend     |